# Hanna Glinzer
Hanna Emilie Glinzer (* 23. Februar 1874 in Hamburg; † 1. April 1961 ebenda) war eine deutsche Schulleiterin.

## Leben und Wirken
Hanna Glinzer war die Tochter eines Lehrers für Naturwissenschaftler, der an einer Schule für Bauwerk- und Gewerbeschule lehrte. Ihre Mutter war ein ehemaliges Pflegekind von Emilie Wüstenfeld und leitete eine von Wüstenfeld ins Leben gerufene Berufsschule für Mädchen. Hanna Glinzer besuchte eine höhere Mädchenschule, belegte anschließend Abendkurse und bestand 1893 das höhere Lehrerinnenexamen. Anschließend übernahm sie eine Lehrstelle auf St. Pauli und unterrichtete vertretungsweise an der Paulsenstiftschule. 1896 lebte sie ein Jahr in Frankreich, wo sie Kurse an der Sorbonne und am Collège de France besuchte und als Erzieherin in einer normannischen Adelsfamilie arbeitete. Danach unterrichtete sie erneut an der Paulsenstiftschule. Ein Deutsch- und Französischstudium von 1901 bis 1904 an der Universität Berlin schloss Glinzer mit dem Oberlehrerinnenexamen ab. Sie gehörte damit zur ersten Generation von Frauen, die nach einem Hochschulstudium Oberlehrerin wurden. Danach besuchte sie das Seminar der Hamburger Klosterschule, wo sie 1906 die Vorsteherinnenprüfung bestand. 1911 übernahm sie als Direktorin die Leitung der Paulsenstiftschule von Anna Wohlwill.
Glinzer engagierte sich als Schulleiterin in der Berufs- und Frauenpolitik. Sie übernahm führende Positionen in den Hamburger Ortsgruppen des ADLV und des ADF. Gemeinsam mit Gertrud Bäumer gehörte sie ab 1918 als gewählte Vertreterin der Oberlehrerinnen dem neu gegründeten Lehrerrat an. Helene Lange empfahl Glinzer, die der DDP nahestand, eine Kandidatur für die Hamburgische Bürgerschaft. Da sie uneingeschränkt als Pädagogin wirken wollte, lehnte Glinzer den Vorschlag ab.
Als Schulleiterin führte Glinzer die besondere Form des Paulsenstifts fort. Die aus der frühen bürgerlichen Frauenbewegung als Armenschule gegründete Einrichtung beschäftigte ausschließlich weibliche Lehrkräfte und stand damit im Gegensatz zu staatlichen Schule für höhere Töchter. Das Schulprogramm sah vor, die Schülerinnen geschlechtsspezifisch zu erziehen. 1910 beantragte Glinzer die Anerkennung der Schule als Lyzeum. Sie erhielt die Erlaubnis, verbunden mit der Auflage, zukünftig ein Drittel männliche Lehrkräfte zu beschäftigen. Da dies den Charakter der Schule verändert hätte, stellte sie Männer nur auf nebenamtlichen Lehrstellen ein. Somit konnte sie die weibliche Dominanz und den nicht öffentlichen Status der Schule sichern. Glinzer baute die Schule in den 1920er-Jahren zu einer Oberrealschule aus, die Abiturabschlüsse ermöglichte. Sie ergänzte die Einrichtung im zweiten Oberbau um eine Frauenschule.

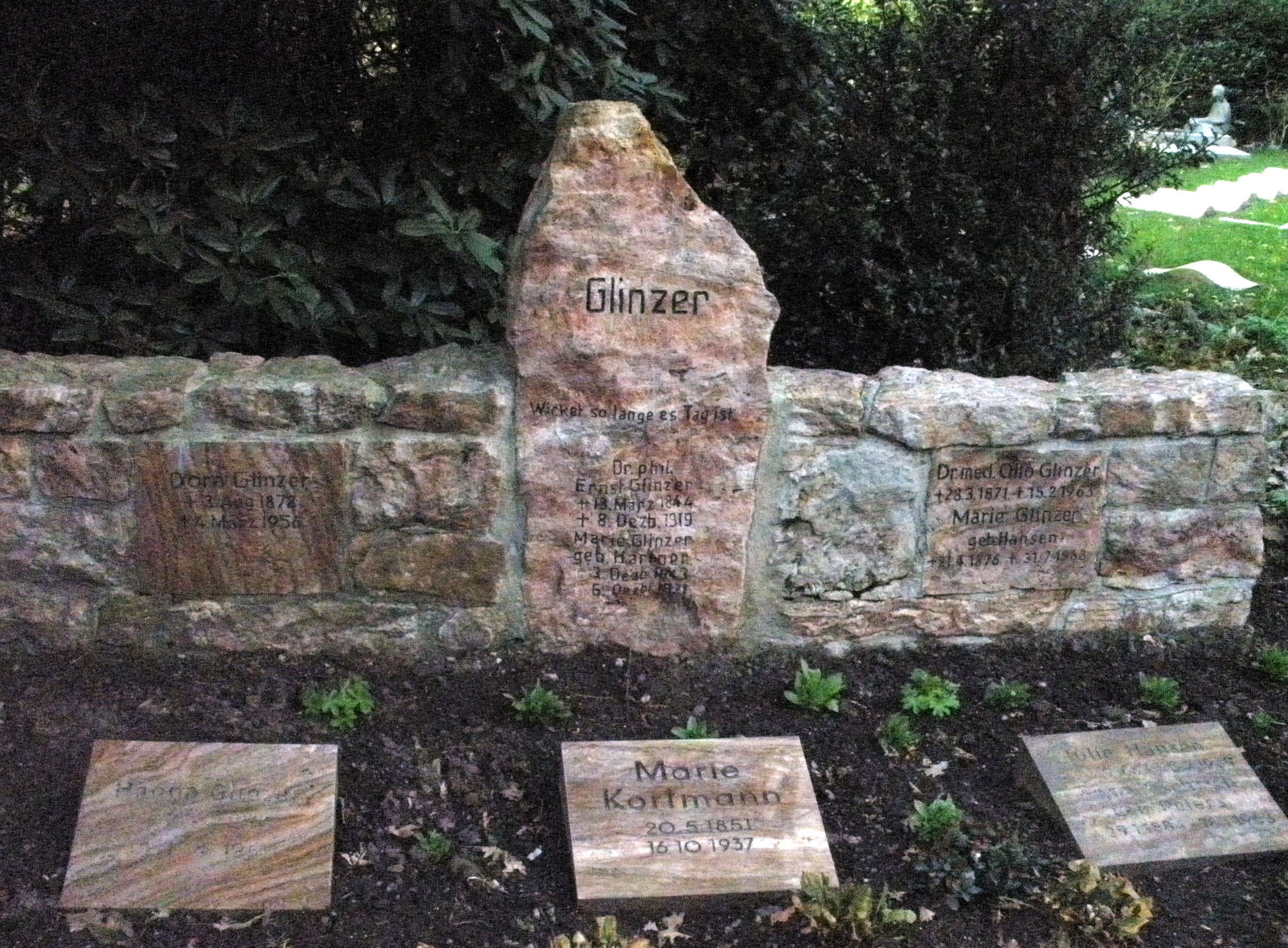
Ein Gedenkstein für Hanna Glinzer im Garten der Frauen auf dem Friedhof Ohlsdorf

Während der Zeit des Nationalsozialismus durften nicht staatliche Schulen wie die Paulsenstiftschule keinen Unterricht in Elementar- und Oberklassen mehr anbieten; ein Abiturabschluss war somit dort nicht mehr möglich. Um den Zerfall des Paulsenstifts zu vermeiden, beantragte Glinzer 1937 deren Verstaatlichung. Da sie sich nicht zur nationalsozialistischen Regierung bekennen wollte, übergab sie die Leitung der Schule an eine regimetreute Nachfolgerin und ging vorzeitig in Ruhestand. In der Folgezeit hegte sie Gewissenszweifel, die Schüler- und Lehrerinnen alleingelassen zu haben.
Während des Zweiten Weltkriegs wurden die Paulsenstiftschule und die Wohnung Hanna Glinzers durch Bombentreffer zerstört. Die Pädagogin kam 1949 nach Hamburg zurück und lebte in einem ihr zugewiesenen Gartenhaus in Blankenese. Sie starb am 1. April 1961. Ihr Grabstein befindet sich im Garten der Frauen auf dem Ohlsdorfer Friedhof in Hamburg.